# La Glòria del meu pare
La Glòria del meu pare (títol original, en francès: La Gloire de mon père) és el primer volum de la saga de novel·les autobiogràfiques Souvenirs d'Enfance, del director de cinema i escriptor occità d'expressió francesa Marcel Pagnol.
Es publicà l'any 1957 a França i fou traduïda al català l'any 1994 per Ramon Lladó.

## Argument
La novel·la comença amb el naixement de l'autor a Aubanha l'any 1895, i narra la seva infància a Marsella, els seus primers anys a l'escola i les vacances d'estiu en família l'any 1904, entre d'altres.

## Souvenirs d'enfance
La Glòria del meu pare és el primer d'una sèrie de quatre novel·les, Souvenirs d'enfance, formada per:
- La Gloire de mon père - La Glòria del meu pare (1957)
- Le Château de ma mère - El Castell de la meva mare (1958)
- Le Temps des secrets - El Temps dels secrets (1960)
- Le Temps des amours - El Temps dels amors (1977)[3]